# La Bourdinière-Saint-Loup
Pour les articles homonymes, voir Saint-Loup.
La Bourdinière-Saint-Loup (anciennement Boisvillette) est une commune française située dans le département d'Eure-et-Loir en région Centre-Val de Loire.

## Géographie

### Situation

Situation géographique
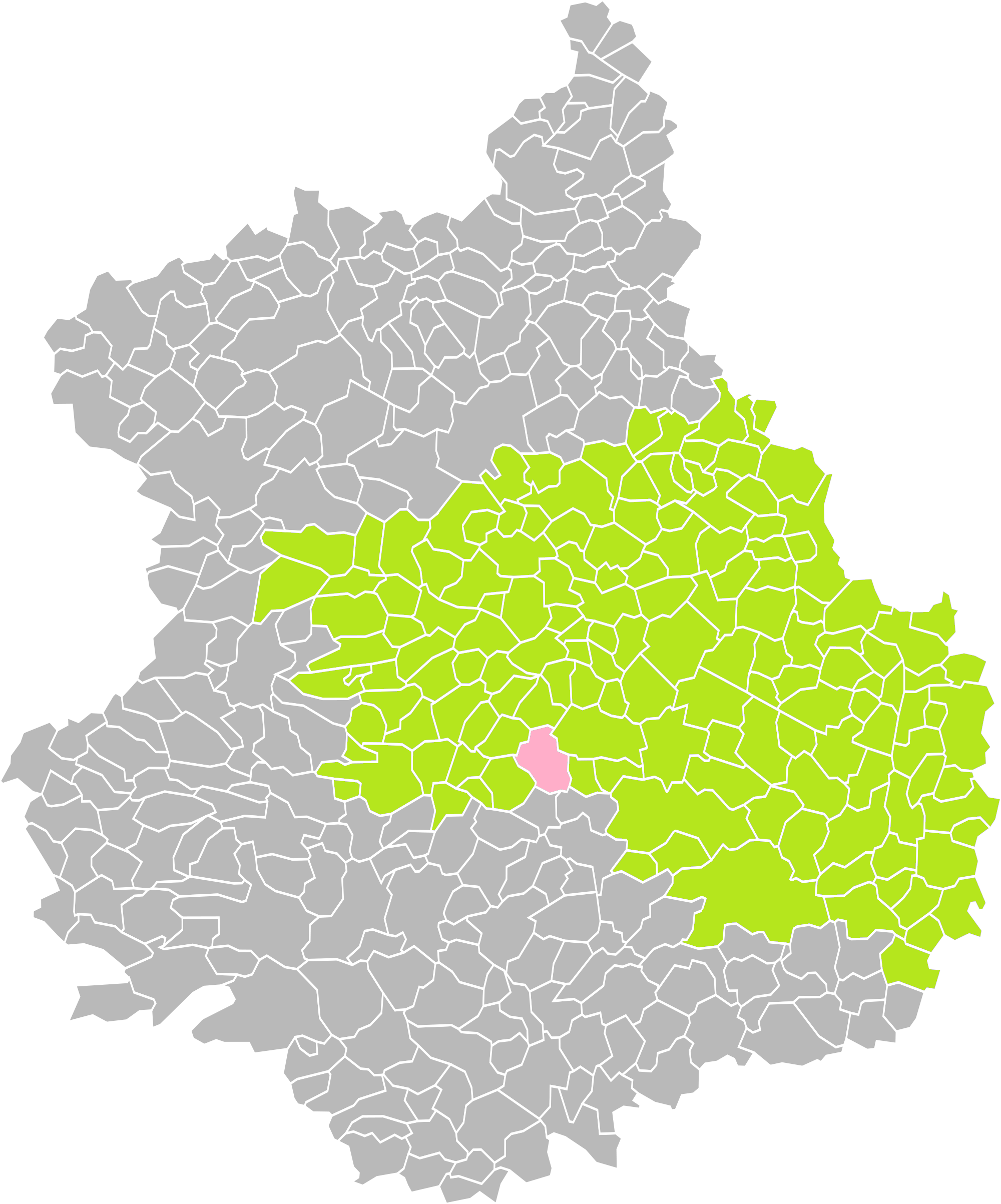
La Bourdinière-Saint-Loup dans son arrondissement.
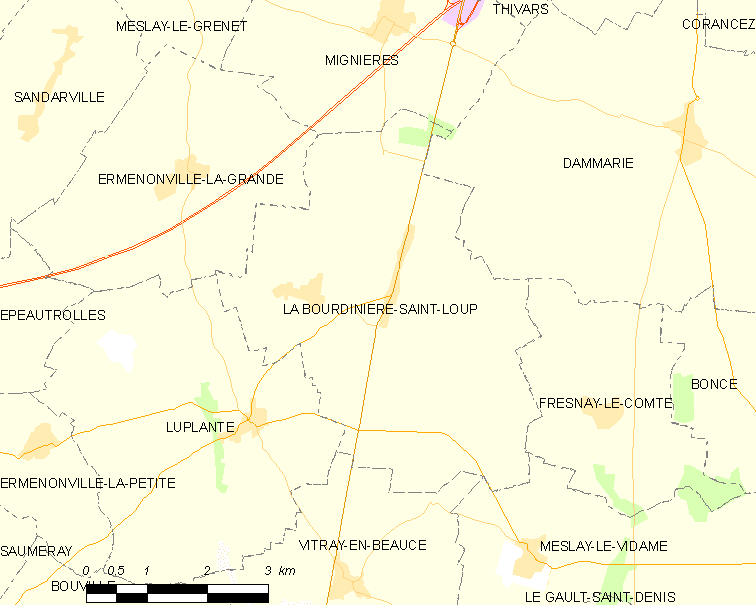
Carte de la commune la Bourdinière-Saint-Loup.

### Communes limitrophes
| Ermenonville-la-Grande | Mignières                 | Dammarie         |
|                        | La Bourdinière-Saint-Loup | Fresnay-le-Comte |
| Luplanté               | Vitray-en-Beauce          | Meslay-le-Vidame |

### Lieux-dits et écarts
- Chenonville ;
- Boisvillette ;
- La Bourdinière et le Temple, situés sur la route nationale 10.

### Climat
Pour des articles plus généraux, voir Climat du Centre-Val de Loire et Climat d'Eure-et-Loir.
En 2010, le climat de la commune est de type climat océanique dégradé des plaines du Centre et du Nord, selon une étude du CNRS s'appuyant sur une série de données couvrant la période 1971-2000. En 2020, Météo-France publie une typologie des climats de la France métropolitaine dans laquelle la commune est exposée à un climat océanique altéré et est dans la région climatique  Sud-ouest du bassin Parisien, caractérisée par une faible pluviométrie, notamment au printemps (120 à 150 mm) et un hiver froid (3,5 °C). 
Pour la période 1971-2000, la température annuelle moyenne est de 10,7 °C, avec une amplitude thermique annuelle de 14,6 °C. Le cumul annuel moyen de précipitations est de 640 mm, avec 10,7 jours de précipitations en janvier et 7,5 jours en juillet. Pour la période 1991-2020, la température moyenne annuelle observée sur la station météorologique de Météo-France la plus proche, sur la commune de Blandainville à 9 km à vol d'oiseau, est de 11,2 °C et le cumul annuel moyen de précipitations est de 626,2 mm,. Pour l'avenir, les paramètres climatiques de la commune estimés pour 2050 selon différents scénarios d'émission de gaz à effet de serre sont consultables sur un site dédié publié par Météo-France en novembre 2022.

## Urbanisme

### Typologie
Au 1er janvier 2024, La Bourdinière-Saint-Loup est catégorisée commune rurale à habitat dispersé, selon la nouvelle grille communale de densité à 7 niveaux définie par l'Insee en 2022.
Elle est située hors unité urbaine. Par ailleurs la commune fait partie de l'aire d'attraction de Chartres, dont elle est une commune de la couronne,. Cette aire, qui regroupe 117 communes, est catégorisée dans les aires de 50 000 à moins de 200 000 habitants,.

### Occupation des sols
L'occupation des sols de la commune, telle qu'elle ressort de la base de données européenne d’occupation biophysique des sols Corine Land Cover (CLC), est marquée par l'importance des territoires agricoles (95,8 % en 2018), une proportion sensiblement équivalente à celle de 1990 (96,3 %). La répartition détaillée en 2018 est la suivante : 
terres arables (95,8 %), zones urbanisées (3,1 %), forêts (1,1 %). L'évolution de l’occupation des sols de la commune et de ses infrastructures peut être observée sur les différentes représentations cartographiques du territoire : la carte de Cassini (XVIIIe siècle), la carte d'état-major (1820-1866) et les cartes ou photos aériennes de l'IGN pour la période actuelle (1950 à aujourd'hui).

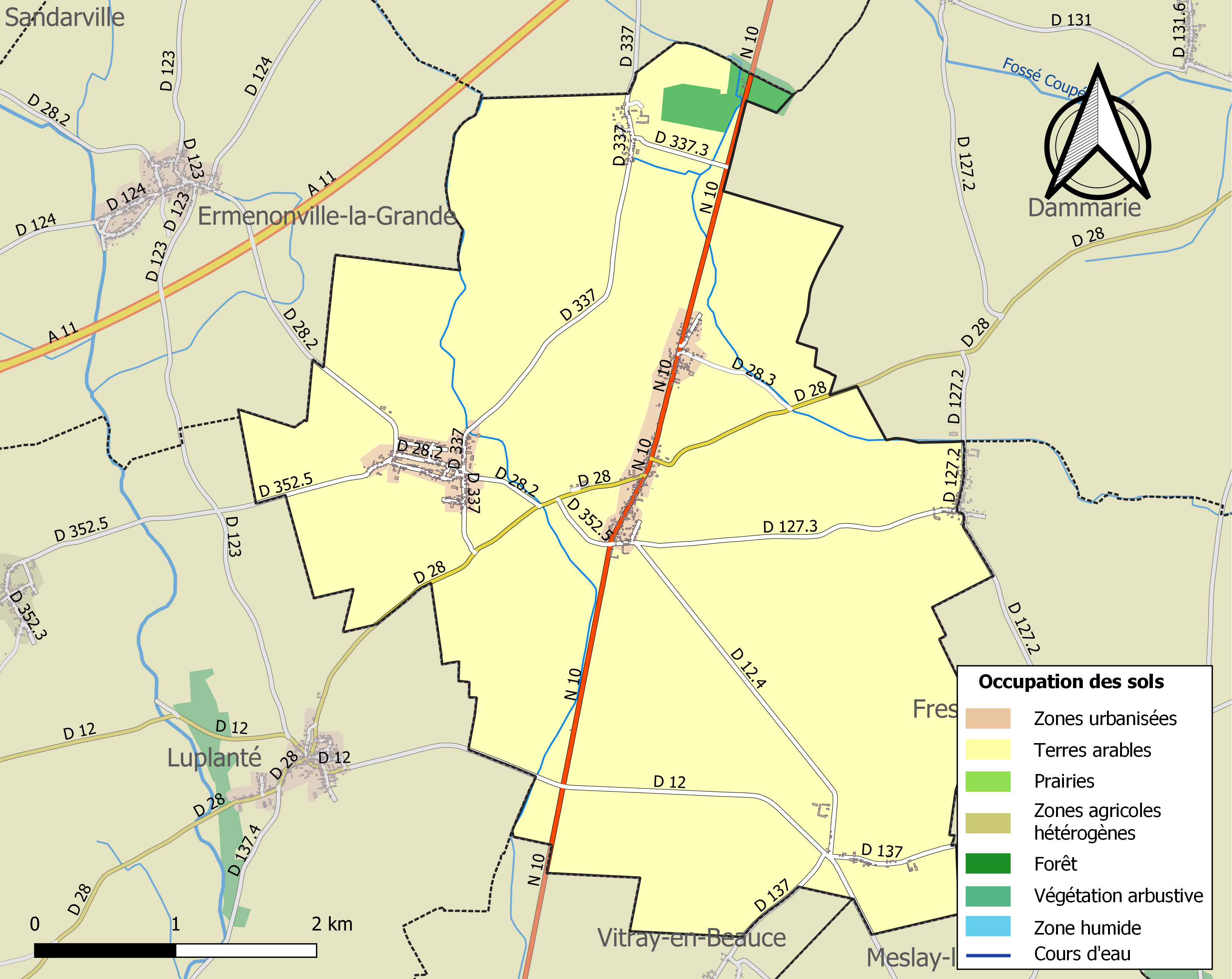
Carte des infrastructures et de l'occupation des sols de la commune en 2018 (CLC).

### Risques majeurs
Le territoire de la commune de La Bourdinière-Saint-Loup est vulnérable à différents aléas naturels : météorologiques (tempête, orage, neige, grand froid, canicule ou sécheresse), inondationset séisme (sismicité très faible). Il est également exposé à un risque technologique, le transport de matières dangereuses. Un site publié par le BRGM permet d'évaluer simplement et rapidement les risques d'un bien localisé soit par son adresse soit par le numéro de sa parcelle.

#### Risques naturels
Certaines parties du territoire communal sont susceptibles d’être affectées par le risque d’inondation par débordement de cours d'eau, notamment La commune a été reconnue en état de catastrophe naturelle au titre des dommages causés par les inondations et coulées de boue survenues en 1999 et 2000,.

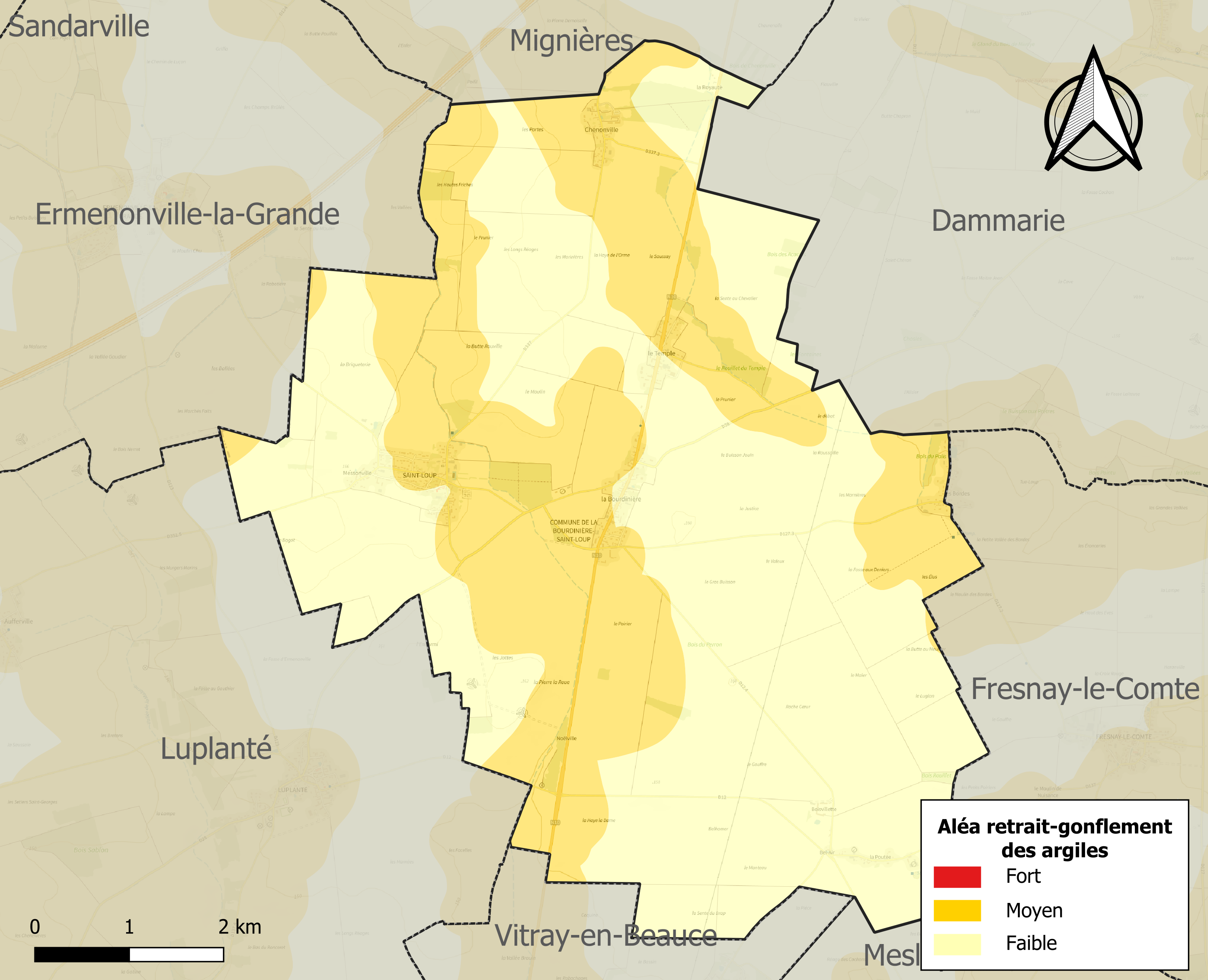
Carte des zones d'aléa retrait-gonflement des sols argileux de La Bourdinière-Saint-Loup.

Le retrait-gonflement des sols argileux est susceptible d'engendrer des dommages importants aux bâtiments en cas d’alternance de périodes de sécheresse et de pluie. 39,3 % de la superficie communale est en aléa moyen ou fort (52,8 % au niveau départemental et 48,5 % au niveau national). Sur les 305 bâtiments dénombrés sur la commune en 2019, 203 sont en aléa moyen ou fort, soit 67 %, à comparer aux 70 % au niveau départemental et 54 % au niveau national. Une cartographie de l'exposition du territoire national au retrait gonflement des sols argileux est disponible sur le site du BRGM,.
Concernant les mouvements de terrains, la commune a été reconnue en état de catastrophe naturelle au titre des dommages causés par des mouvements de terrain en 1999.

#### Risques technologiques
Le risque de transport de matières dangereuses sur la commune est lié à sa traversée par des infrastructures routières ou ferroviaires importantes ou la présence d'une canalisation de transport d'hydrocarbures. Un accident se produisant sur de telles infrastructures est en effet susceptible d’avoir des effets graves au bâti ou aux personnes jusqu’à 350 m, selon la nature du matériau transporté. Des dispositions d’urbanisme peuvent être préconisées en conséquence.

## Toponymie
La Bourdinière est attesté sous les formes Burdineria en 1191, Bordinaria en 1193 : groupe de maisons, petite agglomération.
Saint-Loup est un hagiotoponyme attesté sous la forme capella Sancti Lupi en 1215.

## Histoire

### Époque contemporaine

#### XXesiècle
Le 24 novembre 1972, Boisvillette s'associe avec Saint-Loup et devient la Bourdinière-Saint-Loup. Le 1er janvier 1977, la fusion-association des 2 communes est transformée en fusion simple.

## Politique et administration

### Liste des maires
En 2017, le maire apporte, pour l'élection présidentielle, son parrainage à Jean-Pierre Gorges.
| Période                                  | Période   | Identité               | Étiquette | Qualité                       |
| ---------------------------------------- | --------- | ---------------------- | --------- | ----------------------------- |
| Mars 2001                                | Mars 2008 | Jean-Pierre Leveillard |           |                               |
| Mars 2008                                | En cours  | Marc Lecoeur,          | SE        | Ancien agriculteur exploitant |
| Les données manquantes sont à compléter. |           |                        |           |                               |

## Population et société

### Démographie
L'évolution du nombre d'habitants est connue à travers les recensements de la population effectués dans la commune depuis 1793. Pour les communes de moins de 10 000 habitants, une enquête de recensement portant sur toute la population est réalisée tous les cinq ans, les populations de référence des années intermédiaires étant quant à elles estimées par interpolation ou extrapolation. Pour la commune, le premier recensement exhaustif entrant dans le cadre du nouveau dispositif a été réalisé en 2004.

En 2022, la commune comptait 751 habitants, en évolution de +4,74 % par rapport à 2016 (Eure-et-Loir : −0,23 %, France hors Mayotte : +2,11 %).
| 1793 | 1800 | 1806 | 1821 | 1831 | 1836 | 1841 | 1846 | 1851 |
| ---- | ---- | ---- | ---- | ---- | ---- | ---- | ---- | ---- |
| 180  | 231  | 249  | 261  | 275  | 294  | 289  | 307  | 309  |

| 1856 | 1861 | 1866 | 1872 | 1876 | 1881 | 1886 | 1891 | 1896 |
| ---- | ---- | ---- | ---- | ---- | ---- | ---- | ---- | ---- |
| 277  | 283  | 297  | 291  | 289  | 270  | 269  | 270  | 279  |

| 1901 | 1906 | 1911 | 1921 | 1926 | 1931 | 1936 | 1946 | 1954 |
| ---- | ---- | ---- | ---- | ---- | ---- | ---- | ---- | ---- |
| 270  | 281  | 254  | 208  | 221  | 214  | 210  | 200  | 158  |

| 1962 | 1968 | 1975 | 1982 | 1990 | 1999 | 2004 | 2006 | 2009 |
| ---- | ---- | ---- | ---- | ---- | ---- | ---- | ---- | ---- |
| 162  | 147  | 334  | 366  | 455  | 482  | 522  | 524  | 556  |

| 2014 | 2019 | 2022 | - | - | - | - | - | - |
| ---- | ---- | ---- | - | - | - | - | - | - |
| 691  | 742  | 751  | - | - | - | - | - | - |

## Économie
- Atelier de restauration et création de vitrail Claire Babet.

## Culture locale et patrimoine

### Lieux et monuments
Un itinéraire moderne de la via Turonensis (voie de Tours) du pèlerinage de Saint-Jacques-de-Compostelle passe par le hameau de Chenonville, en provenance de Mignières.

#### Église Saint-Loup
L'église paroissiale Saint-Loup est reconstruite en 1754, sur l'emplacement d'une ancienne chapelle datant de 1270. Elle comporte 13 fenêtres de plein cintre, dont 2 ont été murées afin de placer des statues de chaque côté du retable. Les verrières sont l’œuvre des ateliers Gesta de Toulouse.

L'église Saint-Loup
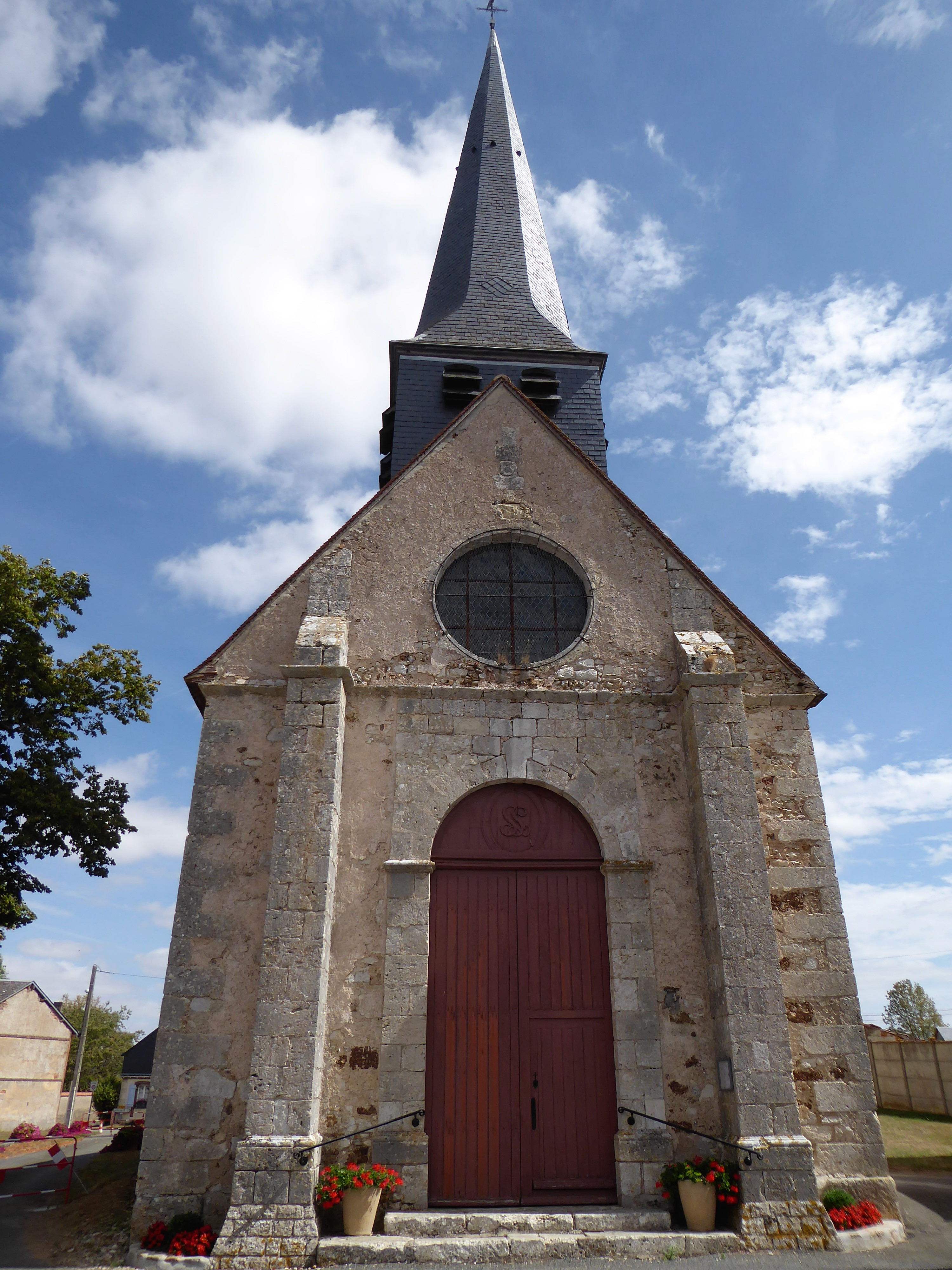
Façade ouest.
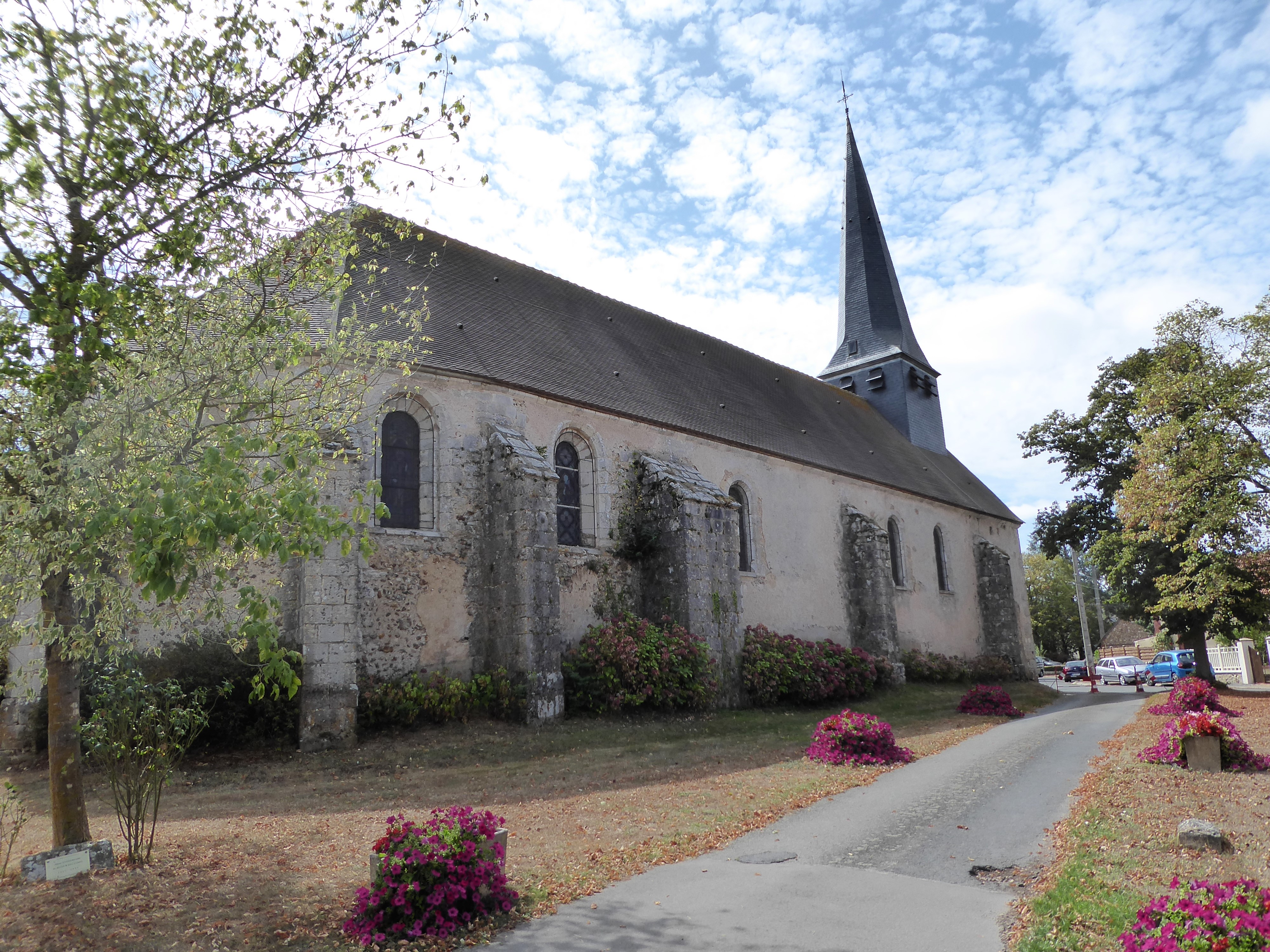
Mur nord.
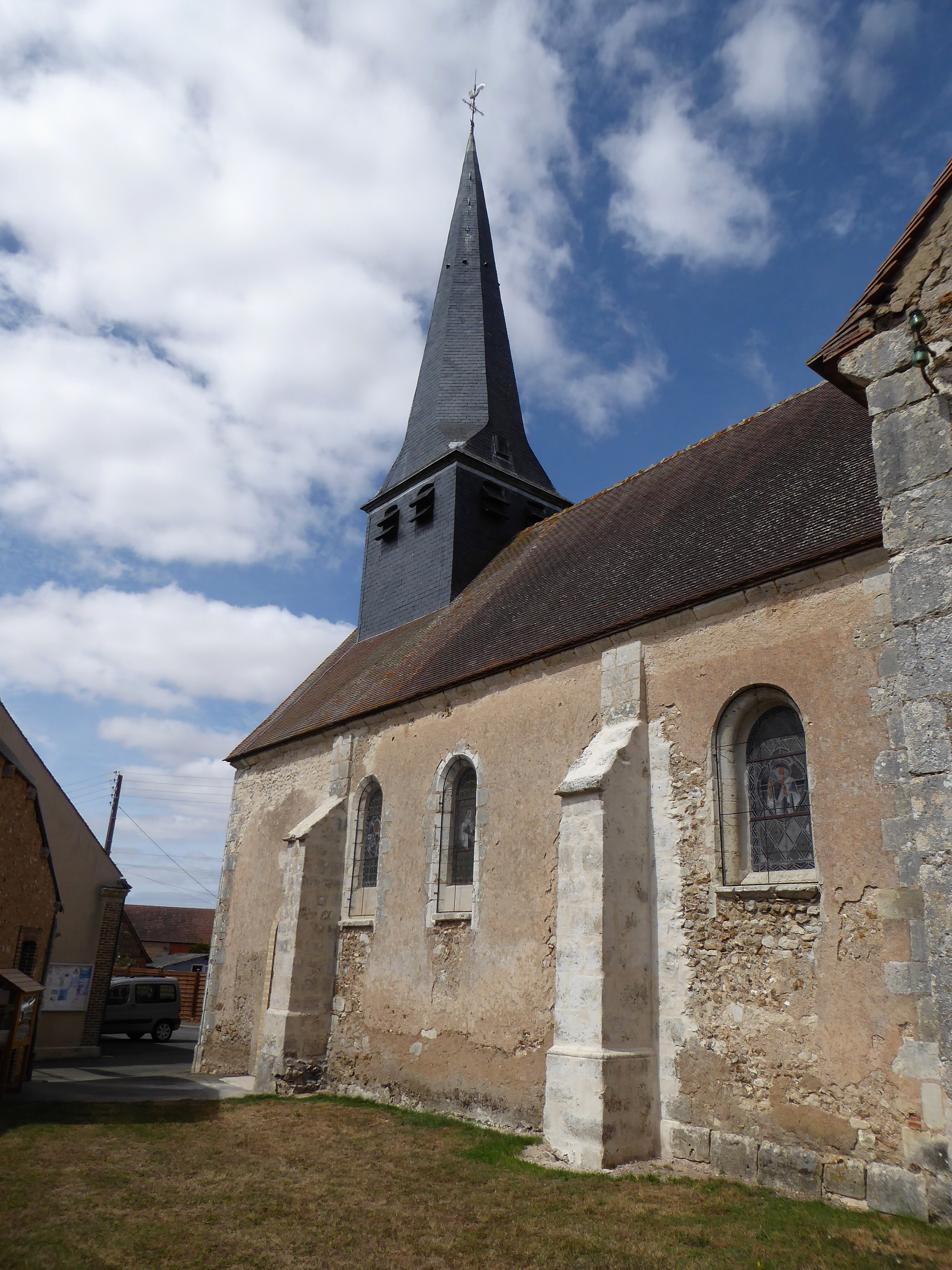
Mur sud.

### Personnalités liées à la commune
- Ephraïm Grenadou (1897-1993)[27] : né en 1897 à Saint-Loup, paysan, témoin central de la monographie Ephraïm Grenadou, paysan français, de l'historien Alain Prévost (1966)[28] ;
- Robert Massin (1925-2020), né à La Bourdinière-Saint-Loup, directeur artistique aux éditions Gallimard, créateur de la collection Folio, donateur à la ville de Chartres d'un ensemble d'œuvres regroupées à la médiathèque de cette ville sous le nom fonds Massin ;
- Alain Prévost (1930-1971), écrivain, journaliste, co-auteur du livre Ephraïm Grenadou, paysan français. Il vécut à Saint-Loup de 1959 à sa mort.

### Héraldique
| Blason de La Bourdinière-Saint-Loup | Blason  | Coupé : au 1er parti au I de gueules à une foi d'argent, au II de sinople à sept épis de blé d'or empoignés en éventail et liés de gueules, au 2d d'or à un loup (marchant) de sable, allumé d'argent et lampassé de gueules.                                                      |
| Blason de La Bourdinière-Saint-Loup | Détails | La foi représente la fusion des anciennes communes de Saint-Loup et Boisvilette. Les sept épis de blé évoquent à la fois l'agriculture mais également les sept hameaux qui composent la commune. Enfin, le loup est pour saint Loup, patron de la paroisse. Adopté le 13 mai 2019. |